# 布里 (芒什省)
布里（法語：Brix，法語發音：[bʁi]）是法国芒什省的一个市镇，属于瑟堡区。

## 地理
布里（49°32'43"N, 1°34'44"W）面积32.16 平方千米，位于法国诺曼底大区芒什省，该省份为法国西北部沿海省份，西、北、东北三面环大西洋，东起顺时针与卡爾瓦多斯省、奧恩省、马耶讷省和伊勒-维莱讷省接壤。
与布里接壤的市镇（或旧市镇、城区）包括：布勒维尔、勒梅尼勒欧瓦勒、内格勒维尔、罗维尔拉比戈、圣约瑟夫、圣马丹勒格雷阿尔、索斯梅尼勒、索特瓦、托勒瓦、科唐坦地区瑟堡。

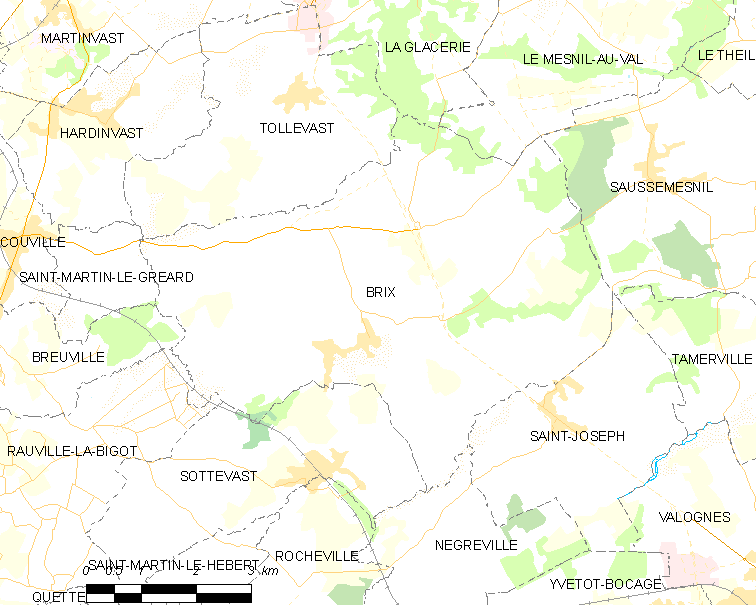
的OSM定位图

布里的时区为UTC+01:00、UTC+02:00（夏令时）。

## 行政
布里的邮政编码为50700，INSEE市镇编码为50087。

## 政治
布里所属的省级选区为瓦洛涅县。

## 人口

1962-2008年间人口变化图示

布里于2022年1月1日时的人口数量为2146人。